# Неерах
Неерах (нім. Neerach) — громада  в Швейцарії в кантоні Цюрих, округ Дільсдорф.

## Географія
Громада розташована на відстані близько 100 км на північний схід від Берна, 17 км на північ від Цюриха.
Неерах має площу 6 км², з яких на 19,2% дозволяється будівництво (житлове та будівництво доріг), 62% використовуються в сільськогосподарських цілях, 5,5% зайнято лісами, 13,3% не є продуктивними (річки, льодовики або гори).

## Демографія
2019 року в громаді мешкало 3175 осіб (+6,7% порівняно з 2010 роком), іноземців було 13,3%. Густота населення становила 526 осіб/км².
За віковим діапазоном населення розподілялося таким чином: 16,3% — особи молодші 20 років, 62,8% — особи у віці 20—64 років, 20,9% — особи у віці 65 років та старші. Було 1459 помешкань (у середньому 2,2 особи в помешканні).
Із загальної кількості 641 працюючого 35 було зайнятих в первинному секторі, 70 — в обробній промисловості, 536 — в галузі послуг.